# Foulon (moulin)
Pour les articles homonymes, voir Foulon et Moulin (homonymie).

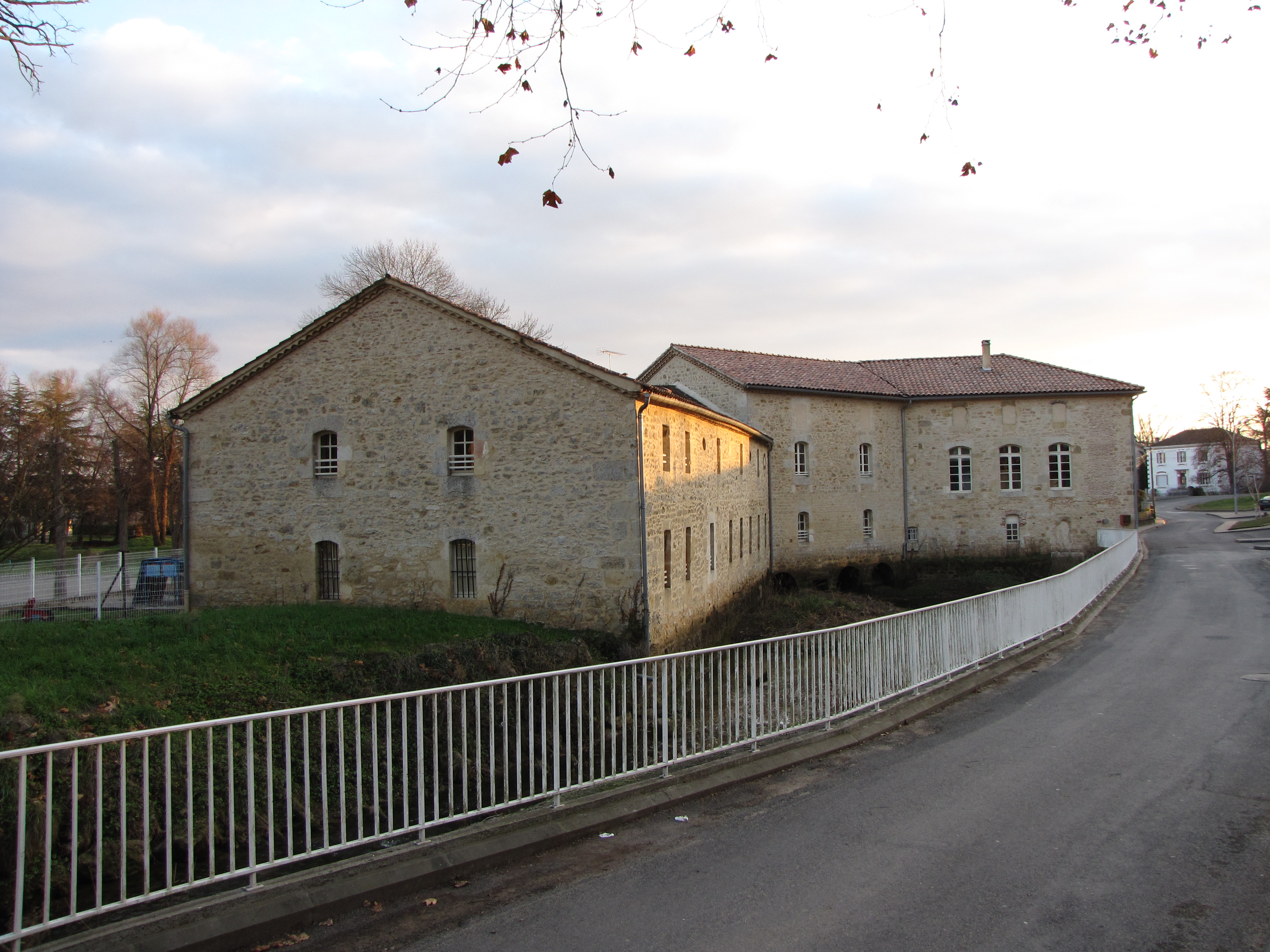
Ancien foulon de Monsempron-Libos sur la Lémance

Un foulon (du latin : fullo), également autrefois appelé moulin fouleur, moulin foulon, ou encore aujourd'hui, moulin à foulon, voire de son nom occitan de Paradou dans le sud de la France, est un mécanisme (mû le plus souvent par un moteur hydraulique) servant à battre ou à fouler la laine tissée (drap) dans de la terre à foulon (argile smectique) pour l'assouplir et la dégraisser. Le moulin était exploité par un ouvrier foulon ou foulonnier. Il pouvait aussi servir pour les cuirs et peaux.
Le moteur hydraulique entraîne un arbre actionnant une batterie de maillets, placés en position de bascule au-dessus des cuves à drap ou autre textile ainsi que pour le tannage des peaux.
Dans le cas du foulage du feutre, les fibres de laine sont trempées dans un bain d'eau bouillante additionnée d'acide sulfurique puis pressées fortement pour leur donner une texture ferme et dense.

## Histoire

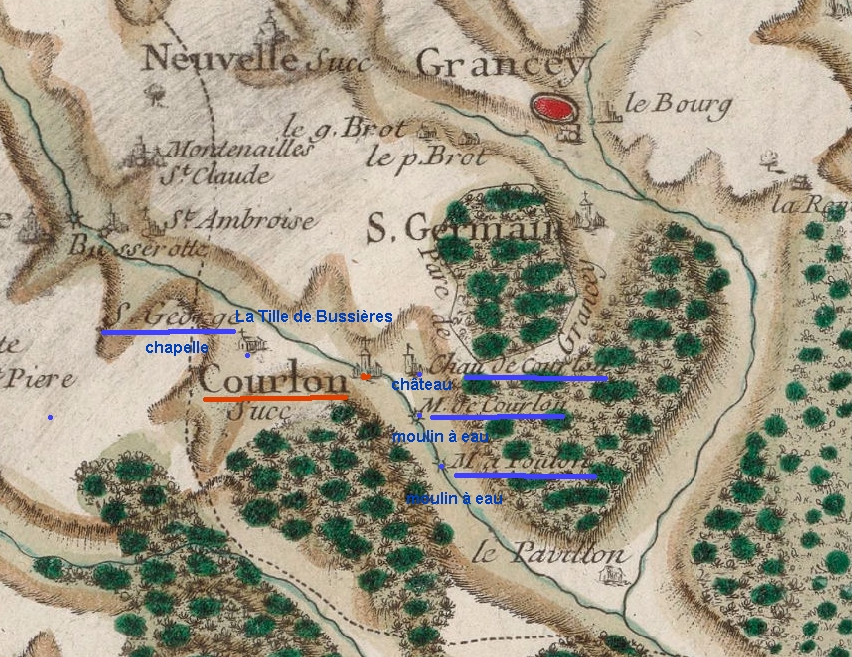
Moulin à Foulon représenté sur la carte de Cassini, sur le ruisseau la Tille de Bussières à Courlon (Côte-d'Or).

En Europe, les moulins à foulons apparaissent d'abord dans des documents italiens du IXe siècle où ils resteront probablement confinés pendant environ deux siècles. Il s'agit d'une machine hydraulique dans laquelle les cames fixées sur l'arbre de la roue de moulin actionnent des piles qui remplacent le travail de l'homme.
Ils sont cités en France dans un document de 1086, en Normandie ; l'innovation se répand alors également en Picardie et en Champagne, et au Piémont, en Italie. À Beauvais, l'essor de la draperie, notamment à l'exportation, devient considérable. En Champagne, à Reims, ou à Châlons, ce type de moulin fleurit au XIIe siècle et XIIIe siècle. En Angleterre, les premières mentions commencent à partir de 1185, avec des moulins appartenant à des Templiers. Le Moulin de la Flagère, à Le Tourneur, dans le Calvados est également un de ces moulins, utilisé pour traiter la laine des moutons, construits par les templiers entre 1150 et 1170.
Des techniques proches sont utilisées à partir du XIIe siècle dans les moulins à papier, ce nouvel outil venant de Chine à cette époque.
Vers 1825, les moulins à foulon étaient encore répandus en Basse-Normandie. Le Calvados en comportait encore 54 et l'Orne 15. Ces régions comportaient également d'autres types de moulins à eau, tels que des moulins à papier et des moulins à tan. Les moulins à tan servaient à broyer les écorces de chêne (le liége) pour en extraire les tanins nécessaires au traitement des peaux afin d'obtenir du cuir.

## Description

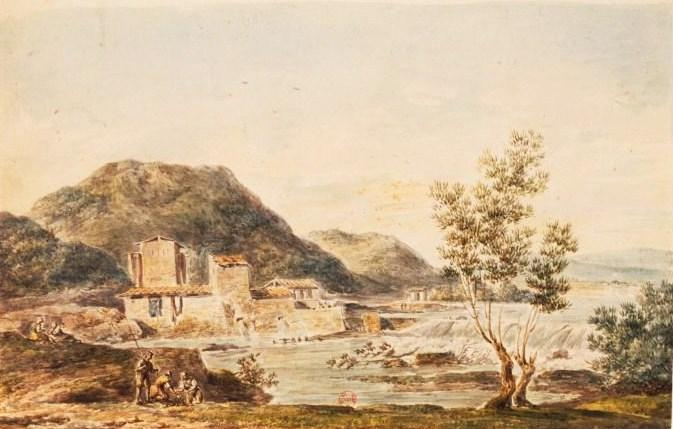
Moulin à foulon de draps de Lodève (dessin de Jean-Baptiste-François Génillion, vers 1780)

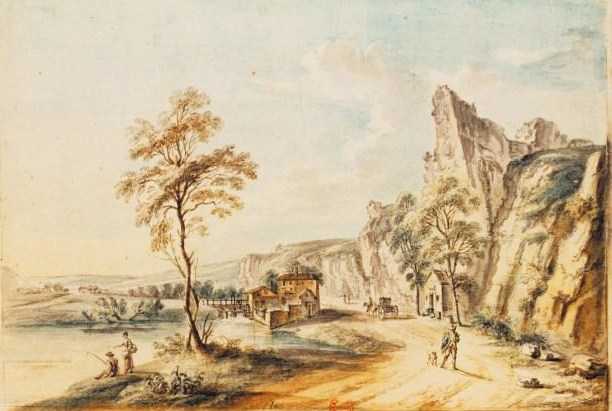
Vue d'un foulon au bas des roches de Plombières près de Dijon (dessin de Jean-Baptiste Lallemand, vers 1780)

Jules Verne décrit ainsi un moulin à foulon dans L'Île mystérieuse :

« La construction de la machine destinée à fouler la laine, car il [Cyrus Smith] sut habilement profiter de la force mécanique, inutilisée jusqu'alors, que possédait la chute d'eau de la grève, pour mouvoir un moulin à foulon. Rien ne fut plus rudimentaire. Un arbre, muni de cames qui soulevaient et laissaient retomber tour à tour des pilons verticaux, des auges destinées à recevoir la laine, à l'intérieur desquelles retombaient ces pilons, un fort bâti en charpente contenant et reliant tout le système : telle fut la machine en question. »

Jean Le Houx, auteur de « Le Livre des Chants nouveaux de Vaudevire » parle dans ses chansons paillardes et de révolte des difficultés de ces ouvriers à la fin du XVIe siècle.
On utilisait de la terre à foulon, ou argile smectique (une argile qui a la propriété d'absorber les matières grasses), pour le foulonnage des laines afin de dégraisser les étoffes. Cette opération permettait aussi de resserrer les fibres du tissu pour lui donner de l'épaisseur et du moelleux. Le battage hydraulique, avec de lourds maillets de bois frappant de la laine tissée, est une opération d'apprêt complémentaire du filage et du tissage ; le foulage pouvait apporter jusqu'à 50 % de plus-value par rapport à une pièce de tissu non foulée.

« Les pièces à fouler sont placées dans des cuves, les "piles", avec de l'eau chaude et de l'argile pulvérisée, ou terre à foulon. Sous l'action des maillets en bois munis de dents et de l'eau chaude, il y a resserrement et imbrication des fibres de laine les unes dans les autres, comme pour le feutre. La forme des maillets tend à faire tourner l'étoffe dans les piles, le foulage est ainsi homogène. Il faut régulièrement retirer le tissu de la pile pour le démêler, il rétrécit en longueur et en largeur. »

Les moulins à foulons étaient aussi employés par les mégissiers pour le battage des peaux, des cuirs.
On nomme chardon à foulon ou cardère à foulon une variété cultivée de chardon (Dipsacus sativus), dont les têtes, plus allongées que celles de son homologue sauvage, servaient à lainer les étoffes de laine et à rendre les draps plus doux, plus souples et plus unis. Cette plante était cultivée à proximité des manufactures de draps ; en 1862 encore, 2 326 ha de chardon à foulon étaient cultivés en France.

## Le fouloir
Le fouloir est en général de fabrication artisanale et adapté à l'endroit où il doit fonctionner ; il peut donc présenter une configuration totalement différente d'un lieu à un autre. La position des maillets peut être horizontale ou inclinée, l'arbre à cames peut avoir des cames rapportées ou creusées dans la masse de l'arbre.
Les tissus à fouler sont disposés contre une butée dans le cas de maillets verticaux ; dans le cas de maillets horizontaux, le tissu est placé dans une auge (ou bac). Il est toujours abondamment arrosé par de l'eau alcaline additionnée de terre à foulon dans le cas du traitement des tissus. Pour le foulage du feutre, l’eau est chauffée et acidulée.

## Lieux d'exploitation
Les moulins à foulon se sont développés, depuis l'Antiquité, dans les lieux où on disposait d'une source abondante en eau et, autant que possible, peu éloignés des élevages de moutons producteurs de laine.
Ces moulins, qui ont un gros besoin en eau, se sont développés sur les cours d'eau au profit de petits seigneurs, qui en détenaient les droits dans le cadre des banalités. Ceux-ci les baillaient à des fermiers, qui utilisaient des ouvriers foulons ou foulonniers. Avec Henri IV, les moulins à foulons sont règlementés, voire contrôlés et deviennent des manufactures.
Ces installations sont, ou étaient, en usage dans toutes les régions du monde, où le lavage de la laine ou le tannage des peaux demandaient une grande manutention et une ressource en eau suffisante pour actionner le moteur hydraulique.
Avec l'essor industriel, au XIXe siècle, ces moulins ont été, à quelques exceptions près, remplacés par des installations modernes, principalement pour la fabrication du feutre de l'industrie chapelière.

## Exemples
- Un moulin à foulon est mentionné en Normandie dès 1226, sur la rive gauche de l'Iton, en amont de Louviers[9].
- Le moulin à foulon de Cugand (Vendée)[10].
- Les moulins à foulon de Guern-ar-Hoadic, en Trévarn (en Saint-Urbain) sur la Mignonne, de Lavadur en Irvillac, de Troéoc en Hanvec, sur le Camfrout, qui servaient entre autres au XVIIIe siècle au foulage de la berlingue (ou droguet, une ancienne étoffe grossière de qualité médiocre) et de la bure[8].

## Galerie d’images
Les images ci-dessous proviennent des moulins du parc national de Krka en Croatie.

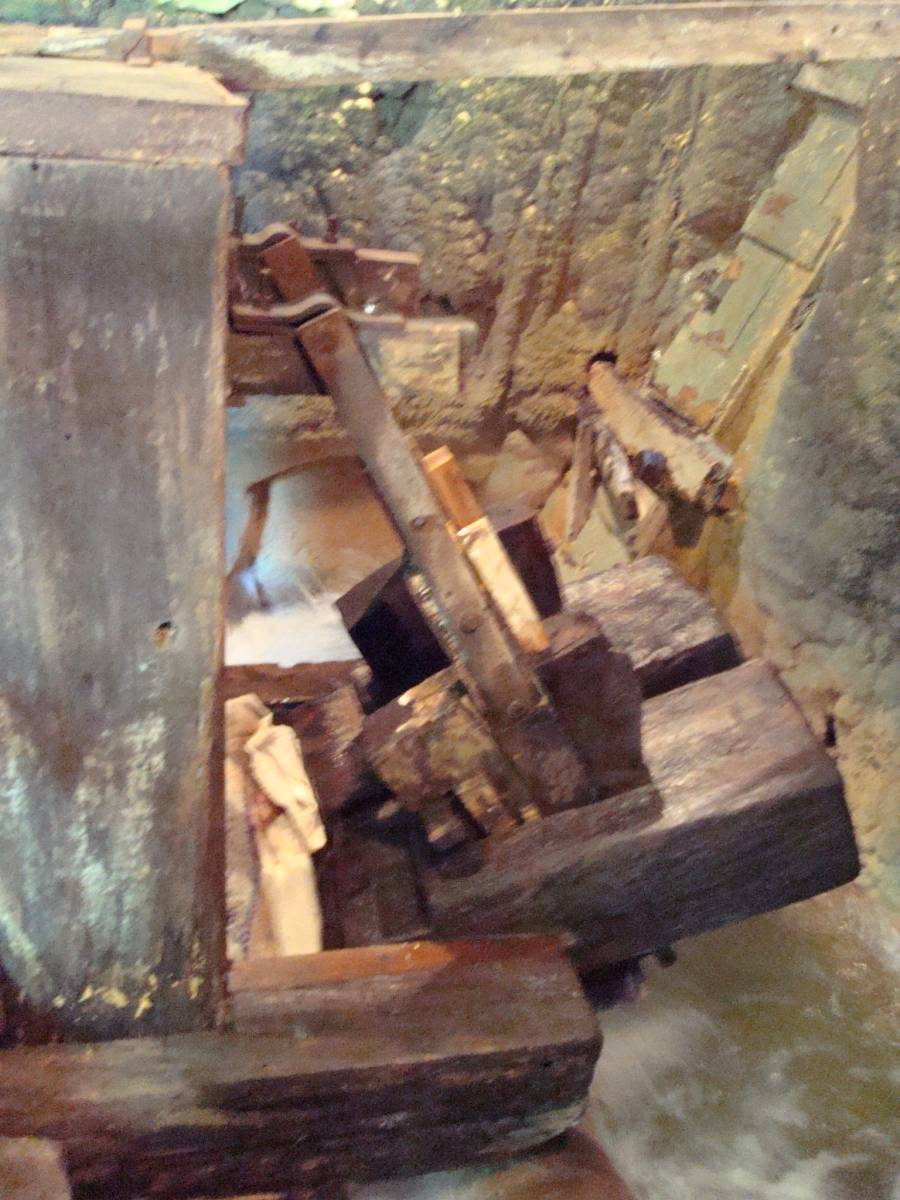
Maillet en action
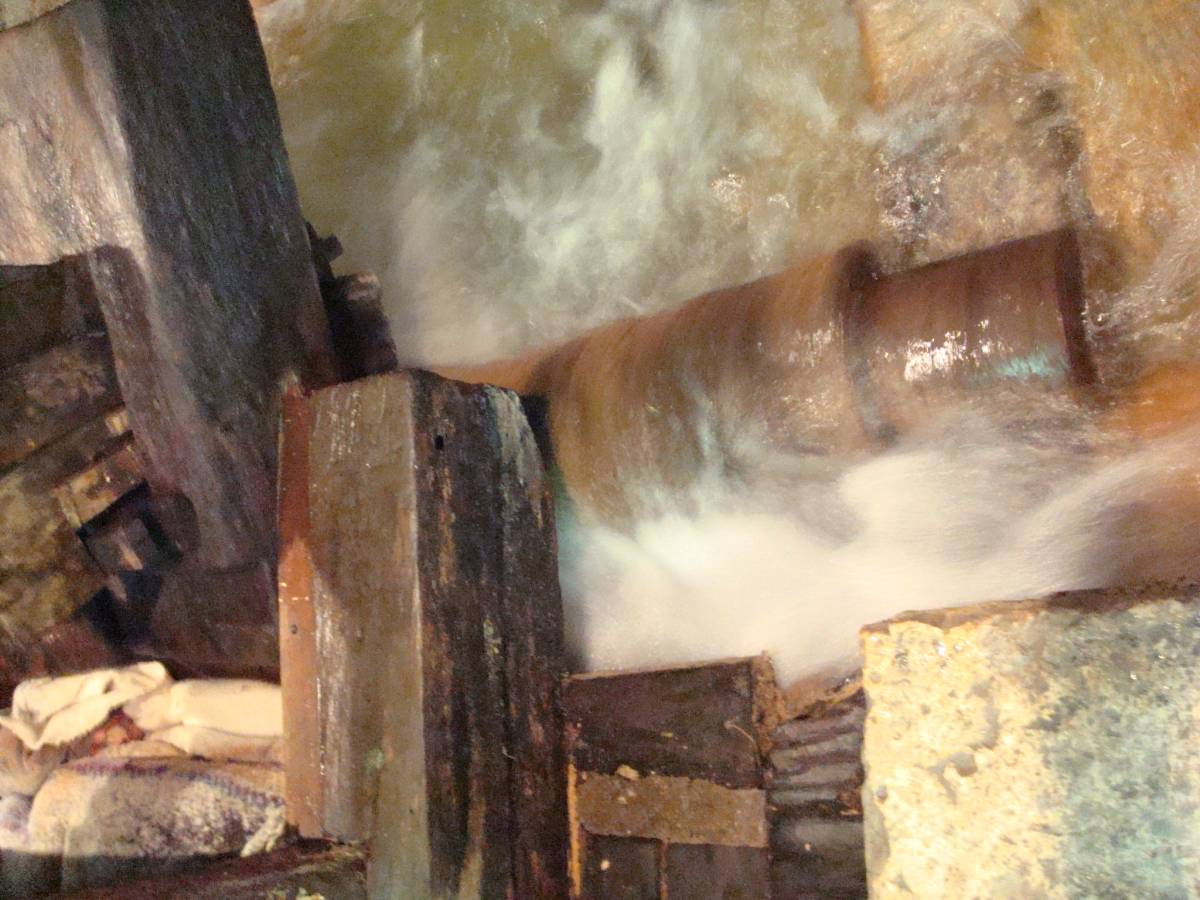
Arbre à cames actionnant les maillets
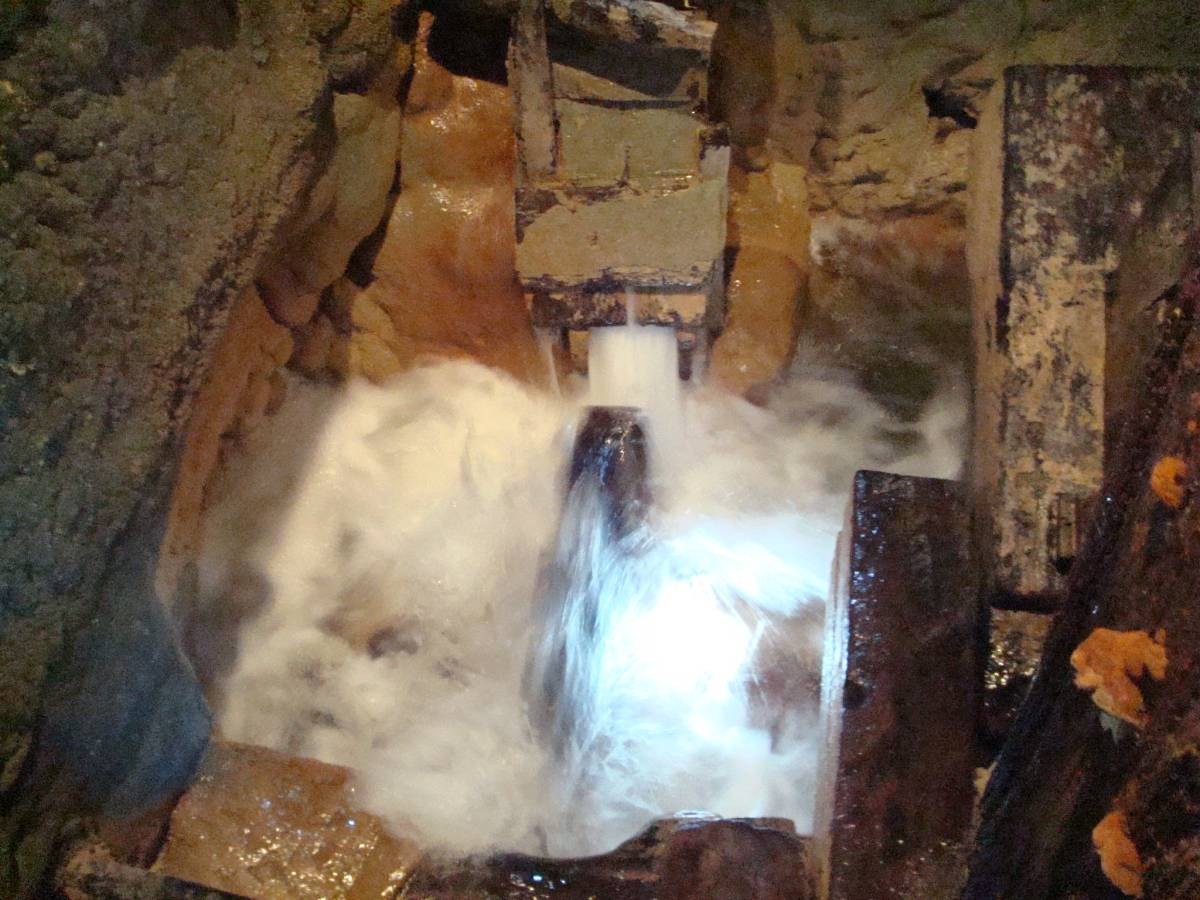
Roue à aubes entrainant l'arbre à cames
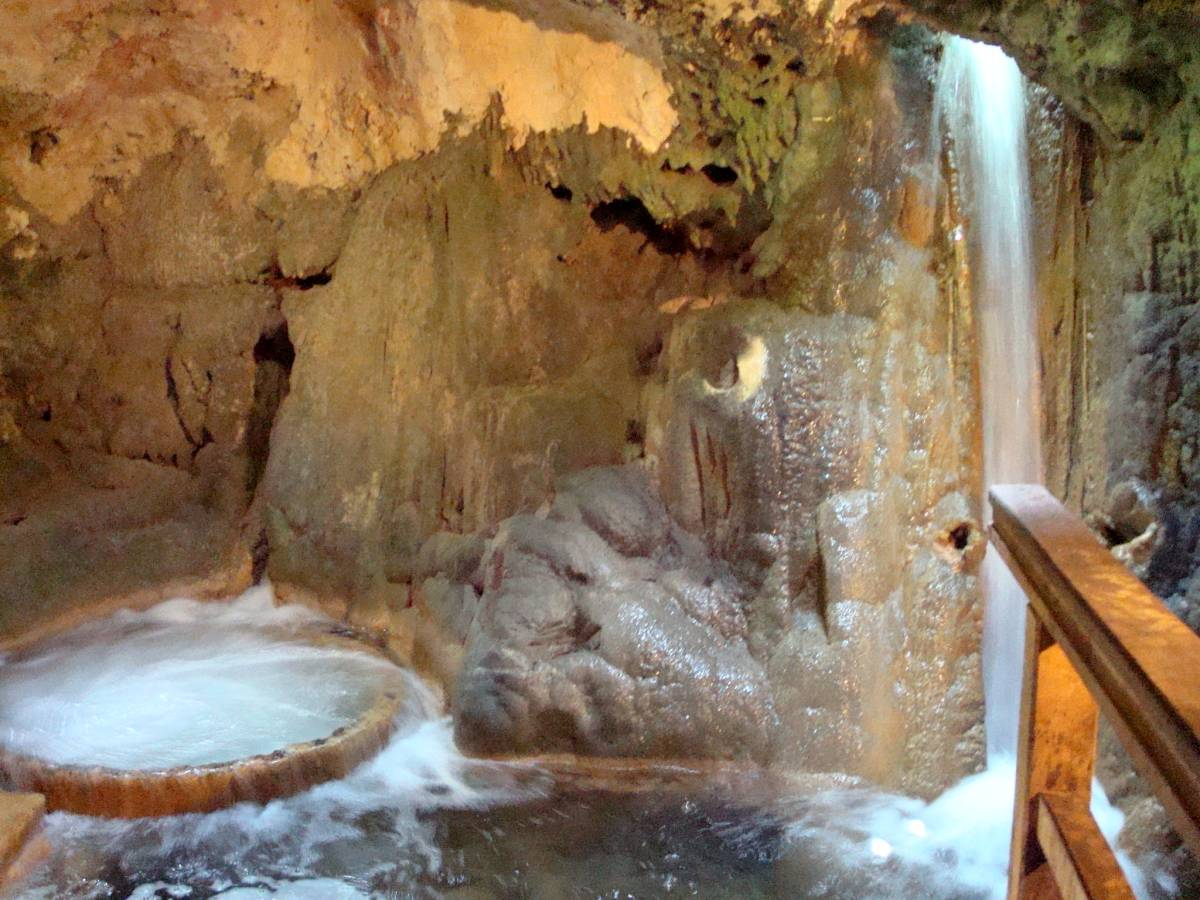
Bassin de lavage du linge ou de la laine